# علي كريم (مخرج)
علي كريم (بالفارسية: علی کریم) هو كاتب سيناريو ومنتج أفلام ومخرج إيراني، ولد في 10 أكتوبر 1977 في طهران في إيران.

## وصلات خارجية
- علي كريم على موقع IMDb (الإنجليزية)
- علي كريم على موقع أول موفي (الإنجليزية)
- علي كريم على موقع قاعدة بيانات الفيلم (الإنجليزية)